# Magnetno-optični pojav
Magnetno-optični pojav je katerikoli fizikalni pojav, pri katerem pride do spremembe načina širjenja elektromagnetnega valovanja zaradi prisotnosti statičnega magnetnega polja.
Med najbolj znanimi magnetno-optičnimi pojavi je Faradayev pojav v katerem se zavrti ravnina polarizacije. Znan je tudi magnetooptični Kerrov pojav, pri katerem se na magnettiziranih snoveh spremeni odbojnost.